# Arctia intercalaris
Arctia intercalaris là một loài bướm đêm thuộc phân họ Arctiinae, họ Erebidae.